# Four Winds (Nueva Orleans)
El Four Winds (originalmene conocido como First National Bank of Commerce Building) es un edificio de uso mixto de Nueva Orleans, Luisiana (Estados Unidos). Fue desarrollado por Kailas Companies. El edificio se eleva a 90 m. Contiene 19 pisos y se completó en 1927. Fue diseñdo por el arquitecto Emile Weil. Con 76,81 metros de altura se ubica como el 34 ° más alto edificio en la ciudad.